# Mosciano Sant'Angelo
Mosciano Sant'Angelo é uma comuna italiana da região dos Abruzos, província de Teramo, com cerca de 8.319 habitantes. Estende-se por uma área de 48 km², tendo uma densidade populacional de 173 hab/km². Faz fronteira com Bellante, Castellalto, Giulianova, Notaresco, Roseto degli Abruzzi, Sant'Omero, Tortoreto.

## Demografia
| Variação demográfica do município entre 1861 e 2011                               |
|                                                                                   |
| Fonte: Istituto Nazionale di Statistica (ISTAT) - Elaboração gráfica da Wikipedia |